# Fosse sublinguale
La fosse sublinguale (ou fossette sublinguale ) est une dépression osseuse située sur la face postérieure du corps de la mandibule. Elle située à l'avant de la fosse submandibulaire dont elle est séparée par la ligne mylo-hyoïdienne.
Elle reçoit la glande sublinguale.